# Oebles-Schlechtewitz

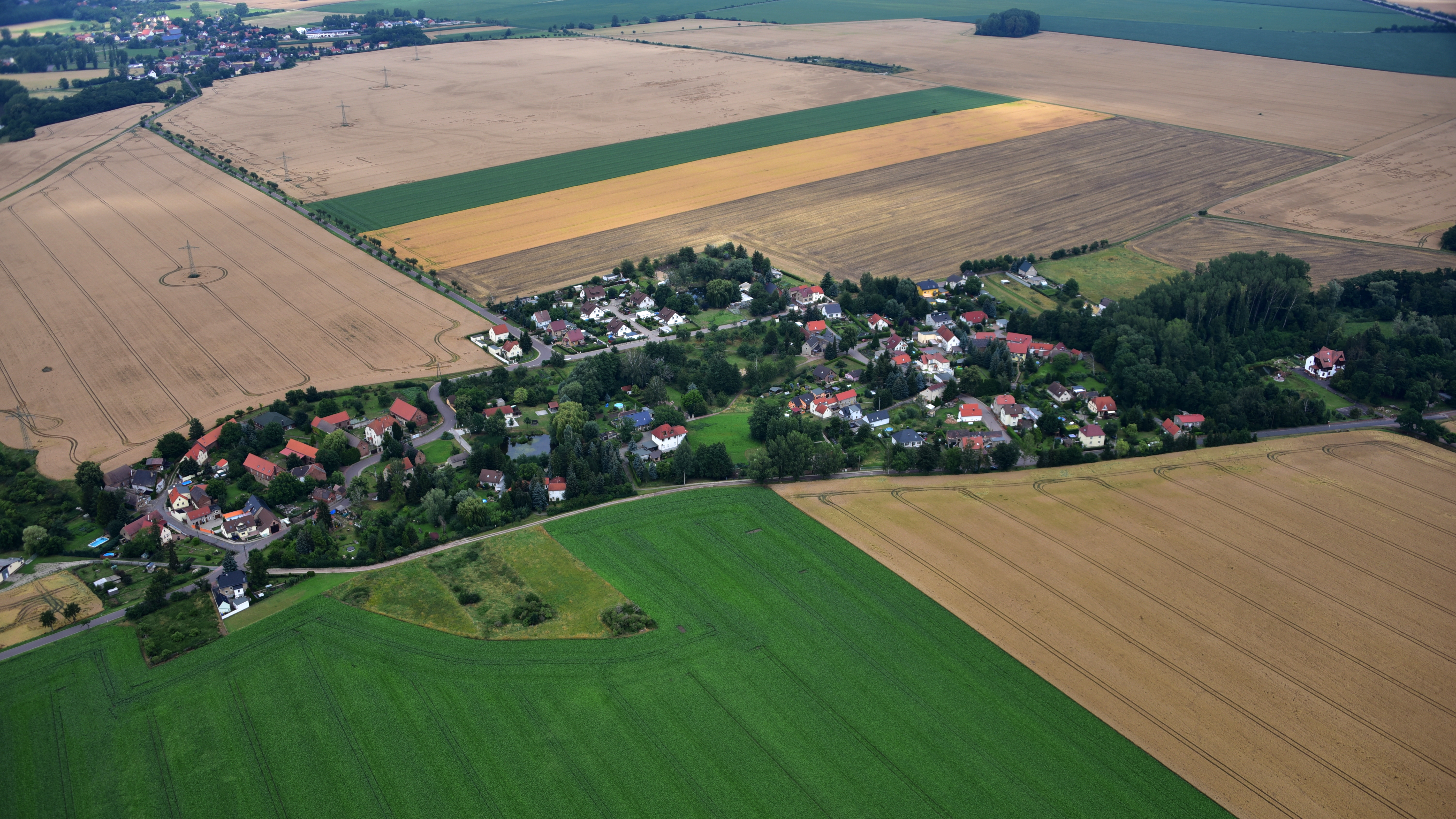
Oebles-Schlechtewitz, Luftaufnahme (2017)

Oebles-Schlechtewitz ist ein Ortsteil der Stadt Bad Dürrenberg im Saalekreis im Land Sachsen-Anhalt.

## Geografie

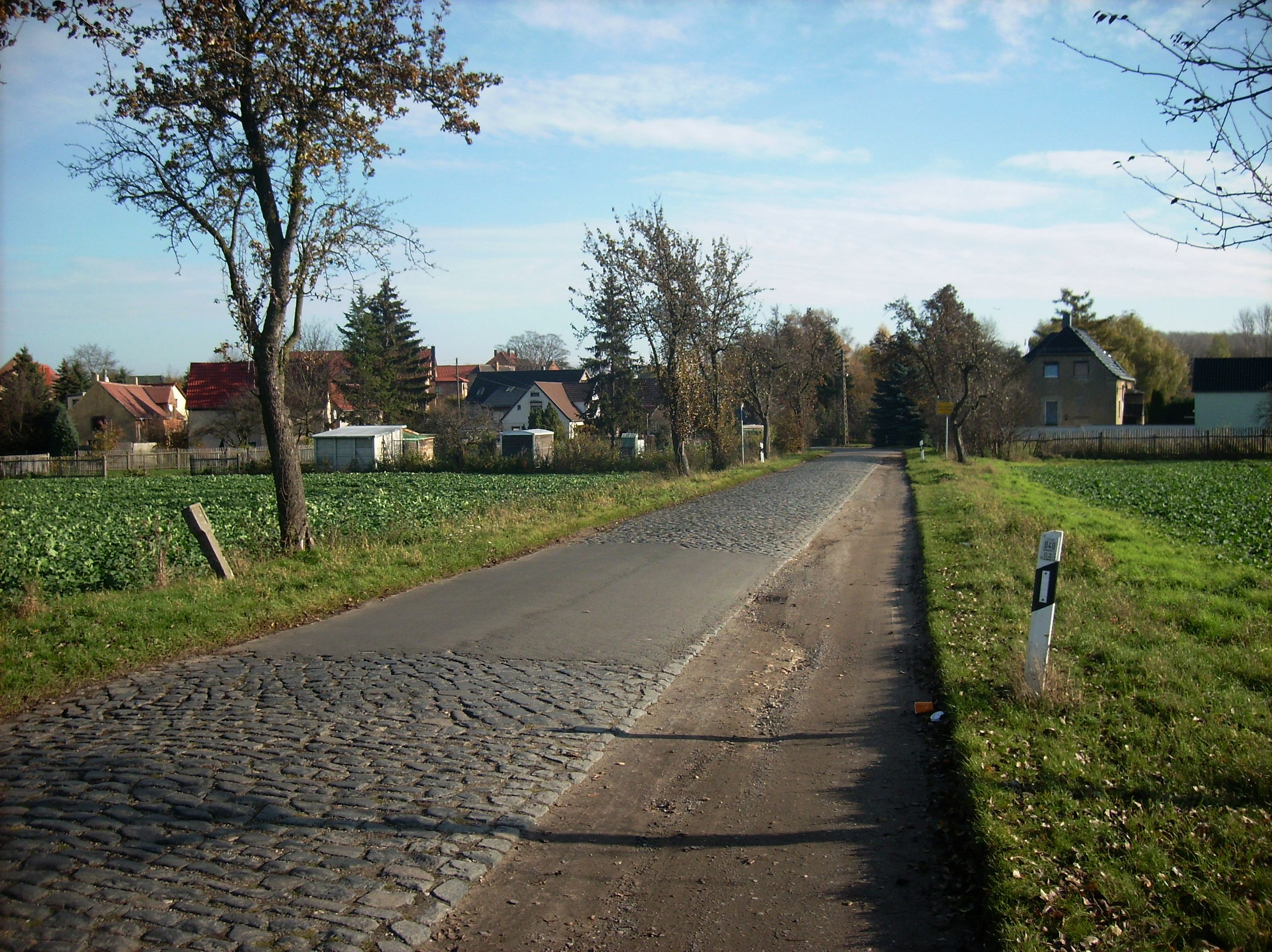
Ortsansicht

Oebles-Schlechtewitz liegt zwischen Halle, Leipzig und Naumburg südlich von Bad Dürrenberg unweit der Saale an der Grenze zum Burgenlandkreis. Der Ort besteht aus den Oebles im Westen und Schlechtewitz im Osten, beide sind zusammengewachsen. Durch die Feldmulde, in der die Ortschaft liegt, fließt ein kleiner Bach nach Nordwesten zur Saale, dieser bewässert den Dorfteich Oebles. Rund 500 m westlich der Ortschaft liegt Kleinkorbetha, das schon zur Nachbargemeinde Weißenfels gehört. Im Osten befindet sich der 129 m hohe Leichenhügel.

## Geschichte
Oebles und Schlechtewitz gehörten bis 1815 zum hochstift-merseburgischen Amt Lützen, das seit 1561 unter kursächsischer Hoheit stand und zwischen 1656/57 und 1738 zum Sekundogenitur-Fürstentum Sachsen-Merseburg gehörte. Durch die Beschlüsse des Wiener Kongresses wurden beide Orte mit dem Westteil des Amts Lützen im Jahr 1815 an Preußen abgetreten und bei der politischen Neuordnung Preußens im Jahr 1816 dem Kreis Merseburg im Regierungsbezirk Merseburg der Provinz Sachsen zugeteilt. Bereits im 19. Jahrhundert bilden beide Ortsteile den Ort Oebles-Schlechtewitz. Seit dem 19. Jahrhundert wurde im Ort Braunkohle abgebaut.
Am Morgen des 15. April 1945 erreichte und befreite das 1. Bataillon des 38. Regimentes der 2. Infanteriedivision der US-Streitkräfte, aus Weißenfels kommend, die Ortschaft.
Oebles-Schlechtewitz wurde am 1. Juli 2008 in die Stadt Bad Dürrenberg eingemeindet. Sie war bis dahin die kleinste Gemeinde im Saalekreis.

## Politik

### Bürgermeister
Als erste Frau wurde im Jahr 1990 Marion Kröning ins Bürgermeisteramt von Oebles-Schlechtewitz gewählt. Sie hatte das Amt elf Jahre lang inne. Danach folgte wieder ein Mann, nämlich Bürgermeister Lothar Liebscher. Die letzte Bürgermeisterin der Gemeinde Oebles-Schlechtewitz war dessen Nachfolgerin Petra Jahn, die am 13. Juni 2004 gewählt wurde und bis zur Eingemeindung nach Bad Dürrenberg im Jahr 2008 als Bürgermeisterin amtierte.
Als Ortsbürgermeisterin folgte ihr Steffi Reinhold und nach ihr wurde Sven Dunzel Ortsbürgermeister.

## Verkehr
Im Osten verläuft die Bundesautobahn 9 von München nach Berlin an der Ortschaft vorbei, zwei Kilometer im südlich kreuzt sie die Bundesautobahn 38 von Göttingen nach Leipzig am Kreuz Rippachtal. Der Bahnhof von Großkorbetha befindet sich drei Kilometer westlich von Oebles-Schlechtewitz an der Bahnstrecke Halle – Eisenach.
Im öffentlichen Nahverkehr ist Oebles-Schlechtewitz mit folgender Linie erreichbar:
- 744 (PNVG): Merseburg – Leuna – Bad Dürrenberg – Oebles-Schlechtewitz – Kleinkorbetha